# Gheorghe Ștefan

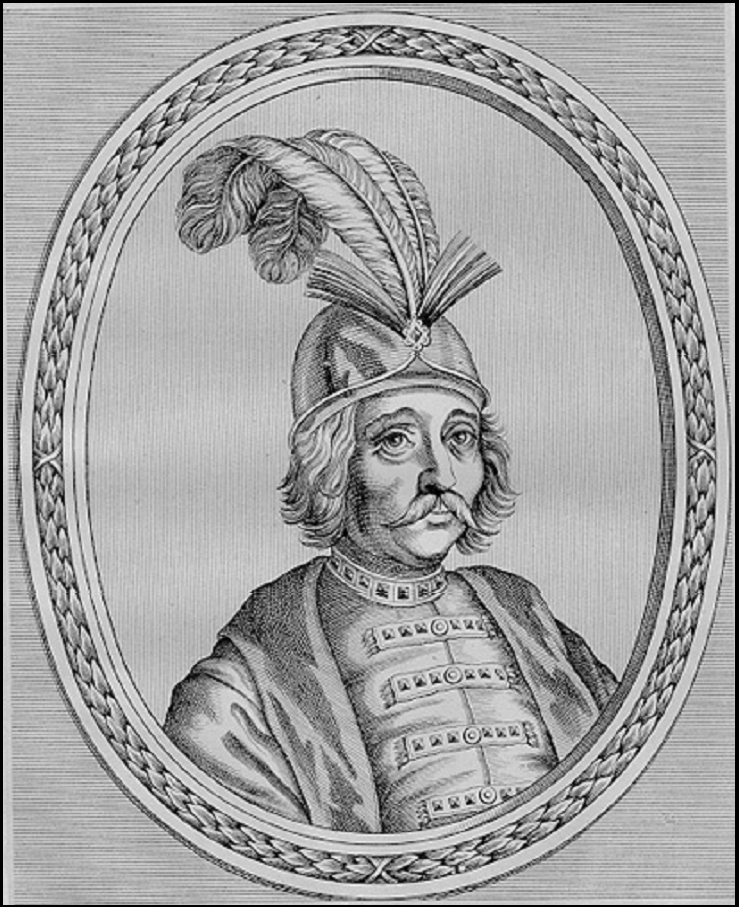
Gheorghe Ștefan als moldauischer Fürst

Gheorghe Ștefan (* unbekannt; † 1668 in Stettin), in vielen Quellen auch in der ungarischsprachigen Form István Görgicze genannt, war vom 13. April 1653 bis zum 8. Mai 1653 und erneut vom 16. Juli 1653 bis 13. März 1658 Herrscher des Fürstentums Moldau.

## Leben und Wirken
Er war der Sohn des Bojaren Dumitrașcu Ceaur. Später wurde er unter dem moldauischen Woiwoden Vasile Lupu Logofate, dieses Amt war in etwa das eines leitenden Ministers. Gegen dessen Herrschaft führte er zusammen mit dem walachischen Fürsten Matei Basarab und dem siebenbürgischen Herrscher Georg II. Rákóczi einen Aufstand an. Quellen zufolge gab Ștefan als Gründe hierfür einerseits eine angebliche Entehrung und Verspottung seiner Frau durch Lupu sowie eine zu starke politische Zuneigung Lupus zu den Griechen an. Nach der Vertreibung Lupus ins benachbarte Kosaken-Hetmanat kehrte dieser jedoch zurück und vertrieb seinerseits seinen ehemaligen Minister und dessen Männer in die Walachei. Lupus Feldzug in das Land seines Widersachers Basarab scheiterte jedoch mit der Niederlage bei Finta (Schlacht von Finta am 27. Mai 1653), wodurch er seine Herrschaft endgültig einbüßte. 1653 erwirkte Gheorghe Ștefan die Anerkennung seiner Herrschaftsübernahme im Fürstentum Moldau vom Osmanischen Reich. Doch die instabile innenpolitische Lage, die Allianz Ștefans mit Georg Rákóczi und die Rolle Moldaus im als "Schwedische Sintflut" bezeichneten Konflikt in Polen-Litauen ließen die Hohe Pforte bald vom neuen Fürsten abrücken. Sultan Mehmed IV. setzte 1658 die Fürsten Moldaus, Siebenbürgens und der Walachei ab. Gheorghe Ștefan widersetzte sich dem militärisch, jedoch wurden seine Truppen bei Strunga in der Nähe von Jassy besiegt. Er ging ins Exil und wurde bald ungarischer Adeliger, in Österreich, Polen, Sachsen, Brandenburg, Russland und Schweden versuchte er Unterstützung für seine Sache zu erhalten. Unterstützt wurde er dabei von  Nicolae Milescu Spătarul. Schließlich nahm er sich verarmt und krank in Stettin das Leben. Über sein Leben berichtet auch der moldauische Geschichtsschreiber Miron Costin. Der Historiker Petronel Zahariuc verfasste 2003 eine Monografie über Leben und Herrschaft des Fürsten.